# Communauté de communes Terres des Confluences
Die Communauté de communes Terres des Confluences ist ein französischer Gemeindeverband mit der Rechtsform einer Communauté de communes im Département Tarn-et-Garonne in der Region Okzitanien. Sie wurde am 1. Januar 2017 gegründet und umfasst 22 Gemeinden. Der Verwaltungssitz befindet sich im Ort Castelsarrasin.

## Historische Entwicklung
Der Gemeindeverband entstand mit Wirkung vom 1. Januar 2017 durch die Fusion der Vorgängerorganisationen
- Communauté de communes Terres des Confluences (vor 2017) und
- Communauté de communes Sère-Garonne-Gimone.

Trotz der Namensgleichheit handelt es sich um eine Neugründung mit anderer Rechtspersönlichkeit.

## Mitgliedsgemeinden
| Gemeinde                                      | Einwohner 1. Januar 2022 | Fläche km² | Dichte Einw./km² | Code INSEE | Postleitzahl |
| --------------------------------------------- | ------------------------ | ---------- | ---------------- | ---------- | ------------ |
| Angeville                                     | 238                      | 8,33       | 29               | 82003      | 82210        |
| Boudou                                        | 755                      | 12,30      | 61               | 82019      | 82200        |
| Castelferrus                                  | 490                      | 8,39       | 58               | 82030      | 82100        |
| Castelmayran                                  | 1.191                    | 15,96      | 75               | 82031      | 82210        |
| Castelsarrasin                                | 14.335                   | 76,77      | 187              | 82033      | 82100        |
| Caumont                                       | 346                      | 15,22      | 23               | 82035      | 82210        |
| Cordes-Tolosannes                             | 359                      | 15,77      | 23               | 82045      | 82700        |
| Coutures                                      | 108                      | 6,90       | 16               | 82046      | 82210        |
| Durfort-Lacapelette                           | 842                      | 35,83      | 23               | 82051      | 82390        |
| Fajolles                                      | 109                      | 9,32       | 12               | 82058      | 82210        |
| Garganvillar                                  | 677                      | 22,34      | 30               | 82063      | 82100        |
| La Ville-Dieu-du-Temple                       | 3.305                    | 26,16      | 126              | 82096      | 82290        |
| Labourgade                                    | 162                      | 5,49       | 30               | 82081      | 82100        |
| Lafitte                                       | 235                      | 4,74       | 50               | 82086      | 82100        |
| Lizac                                         | 545                      | 9,42       | 58               | 82099      | 82200        |
| Moissac                                       | 13.652                   | 85,95      | 159              | 82112      | 82200        |
| Montaïn                                       | 92                       | 4,04       | 23               | 82118      | 82100        |
| Montesquieu                                   | 747                      | 28,65      | 26               | 82127      | 82200        |
| Saint-Aignan                                  | 407                      | 4,85       | 84               | 82152      | 82100        |
| Saint-Arroumex                                | 145                      | 9,63       | 15               | 82156      | 82210        |
| Saint-Nicolas-de-la-Grave                     | 2.287                    | 29,34      | 78               | 82169      | 82210        |
| Saint-Porquier                                | 1.340                    | 15,70      | 85               | 82171      | 82700        |
| Communauté de communes Terres des Confluences | 42.367                   | 451,10     | 94               | –          | –            |